# South Elgin
South Elgin est un village du comté de Kane dans l'Illinois, aux États-Unis,. Situé à l'ouest du comté, il est incorporé le 3 août 1897. Le village est initialement baptisé Clintonville à la mémoire de James Clinton, un pionnier. L'actuel nom est adopté en 1907.

## Démographie
Lors du recensement de 2010, le village comptait une population de 21 985 habitants. Elle est estimée, en 2017, à 23 000 habitants.

## Source de la traduction
- (en) Cet article est partiellement ou en totalité issu de l’article de Wikipédia en anglais intitulé « South Elgin, Illinois » (voir la liste des auteurs).